# Pristocera depressa
Pristocera depressa är en stekelart som först beskrevs av Fabricius 1804.  Pristocera depressa ingår i släktet Pristocera, och familjen dvärggaddsteklar. Arten är reproducerande i Sverige.